# Oral Roberts
Pour les articles homonymes, voir Roberts.
Oral Roberts (Oklahoma, 24 janvier 1918 - Californie, 15 décembre 2009) est un télévangéliste  charismatique américain. Il est le fondateur de Oral Roberts Evangelic Association et Oral Roberts University, dont il fut le premier président.

## Biographie
Roberts est né le 24 janvier 1918 à Comté de Pontotoc (Oklahoma).
Il a étudié deux ans à l’Université baptiste de l'Oklahoma et à la Phillips University .

### Ministère
En 1936, il a été ordonné pasteur de l'International Pentecostal Holiness Church jusqu’en 1947.  En 1947, il a fondé le ministère Healing Waters (renommée Association Oral Roberts Evangelistic Association) . En 1963, il a fondé l'Oral Roberts University. En 1965, il a quitté le pentecôtisme pour l'Église méthodiste unie . De 1968 à 1987, Roberts a été ministre de l'Église méthodiste unie.  À partir de 1987, son ministère a rejoint le mouvement charismatique évangélique ,.